# Јермак Тимофејевич
Јермак Тимофејевич (рус. Ермак Тимофеевич; рођен 1532. или 1542, умро 5. или 6. августа 1585) руски истраживач Сибира и вођа козака. Његова истраживања Сибира означила су почетак ширења Русије према томе подручју и почетак његовог освајања од стране Русије. Омогућио је Ивану Грозном да прошири границе Русије са Урала на реку Иртиш.

## У подручју Перма
Јермак је у почетку био козачки атаман у околини Волге. Прогоњен због неких пљачки од царских војника напустио је то подручје и кренуо је северно код града Перма. Са нешто више од 500 козака дошао је у Перм. Околином Перма владала је трговачка породица Строганов, која је 1558. добила права да колонизује велико подручје дуж реке Каме, а 1574. земље преко Урала дуж река Туре и Тобола. Добили су и дозволе да граде тврђаве дуж река Об и Иртиш. Око 1577. Строганови су унајмили козачког вођу Јермака да заштити њихове земље од напада сибирског кана Кучума. Сибирски кан Кучум је нападао поседе Строганова око града Перма. Строганови су сматрали да им Јермак са козацима може помоћи. Јермак је са својим козацима учествовао и у борбама за Смољенск.

## Освајање Сибира
Јермак је Строгановима предложио да крене у поход на Сибир.
Јермак је 1581. започео своје путовање у дубине Сибира. Кренуо је са 1636 људи следећи реке Тагил и Туру. Након неколико победа над кановом армијом Јермакови људи су победили у тродневној бици код Чувашког рта која се одиграла 23. октобра 1582. на обалама Иртиша. Остаци канове војске су се повукли у степе. Јермак је 26. октобра 1582. заузео и престоницу сибирског каната Кашљик, која се налазила на 17 километара од града Тоболска. Многобројна племена, која су дотад плаћала данак канату плаћала су Јермаку. Напади Татара нису престајали, па је Јермак тражио помоћ, да му се пошаље још један атаман са козацима. Строганови су били неодлучни да сами наставе подухват, па су тражили помоћ цара. Цар Иван Грозни је одобрио да се Јермаку пошаље помоћ, па је Јермак уз помоћ пристиглих козака одбио татарске нападе током 1583. Тада је организовао нову експедицију дуж реке Иртиш и потчинио је нова племена. Једнако тако су напредовали и дуж реке Об. Крајем године освојили су 400 километара подручја на северу.

## Смрт Јермака
Кан је имао још довољно снага па је изненада усред ноћи 6. августа 1585. напао Јермака, који је логоровао са око 50 козака и побио му већину људи. Јермак је био рањен и покушао је да преплива реку Вагај (притоку Иртиша), али удавио се под тежином властитог оклопа. Јермакови козаци су се под командом Мешерјака повукли у Кашљик. Јермакова истраживања описана су у Сибирским летописима.